# Поляки в Пакистане
Поляки в Пакистане — родившиеся в Пакистане люди польского происхождения или иммигрировавшие в Пакистан из Польши. Подавляющее большинство пакистанских поляков исповедует католицизм.

## История
В 2005 году сотрудники польского консульства в Карачи отреставрировали 58 могильных камней польских граждан на христианском кладбище Гора-Кабаристан. В 1942—1945 годах более 30000 беженцев из Восточной Польши нашли приют в Карачи и были размещены в двух палаточных лагерях для беженцев — Гульшан-и-Икбал и Малир. Эти лагеря были под руководством британских властей и представителей польского правительства в изгнании. Пятьдесят восемь поляков скончались в этих лагерях беженцев и были похоронены на христианском кладбище.
Отец Гаспар Мендес из церкви Св. Антония посетил кладбище после реставрации и помолился за души усопших. Генеральный консул Польши Иренеуш Маклес и его жена также присутствовали на этой церемонии.
Отец Гаспар также помолился за душу бригадного генерала ВВС Пакистана, этнического поляка Владислава Туровича который похоронен на том же кладбище. Турович приехал в Пакистан в 1948 году, служил в ВВС, а в 1961 году получил пакистанское гражданство.

## Известный представитель
- Владислав Турович — бригадный генерал ВВС Пакистана.